# Aechmea lueddemanniana
Aechmea lueddemanniana är en gräsväxtart som först beskrevs av Karl Heinrich Koch, och fick sitt nu gällande namn av Carl Christian Mez. Aechmea lueddemanniana ingår i släktet Aechmea och familjen Bromeliaceae. Inga underarter finns listade i Catalogue of Life.

## Bildgalleri

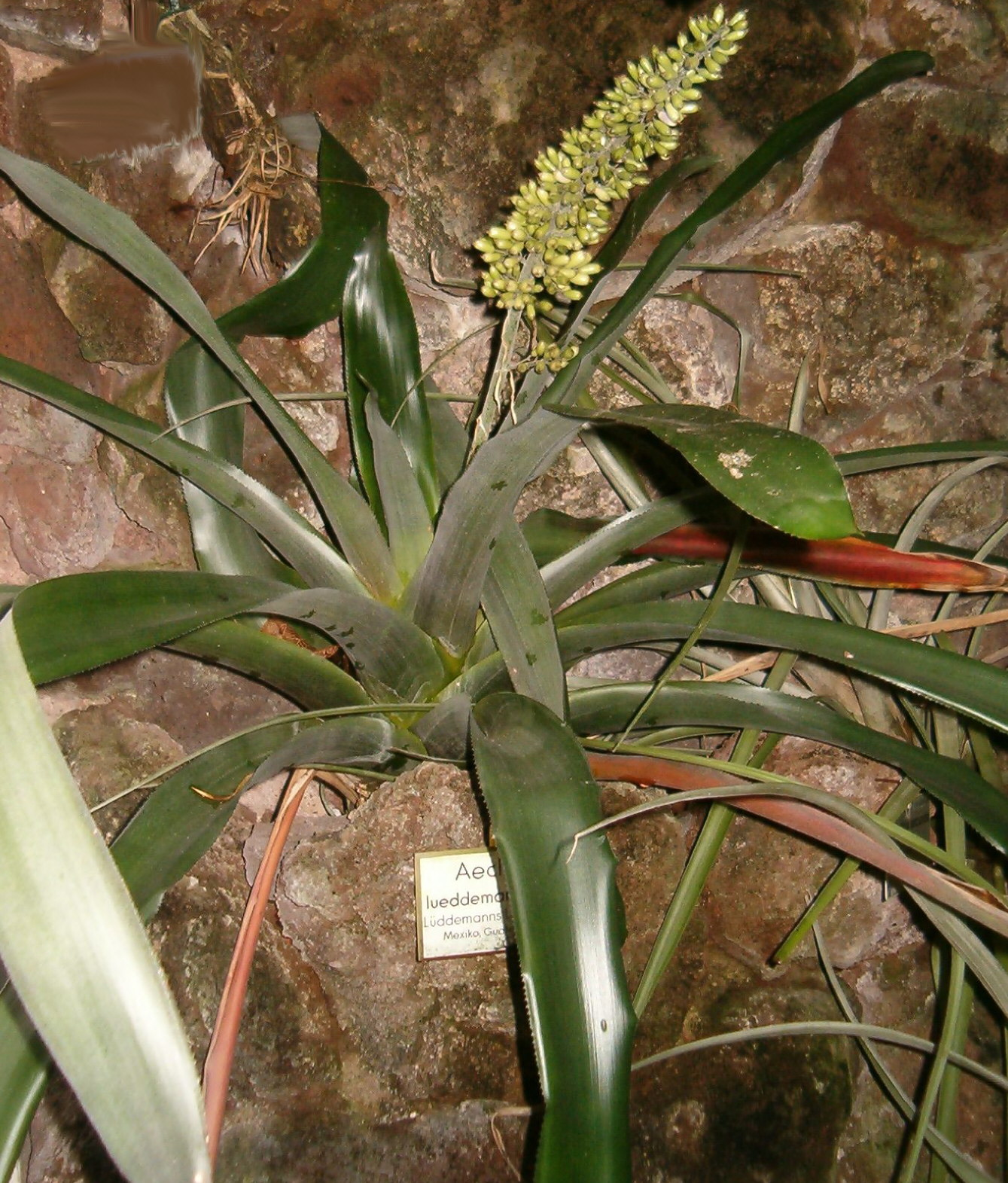
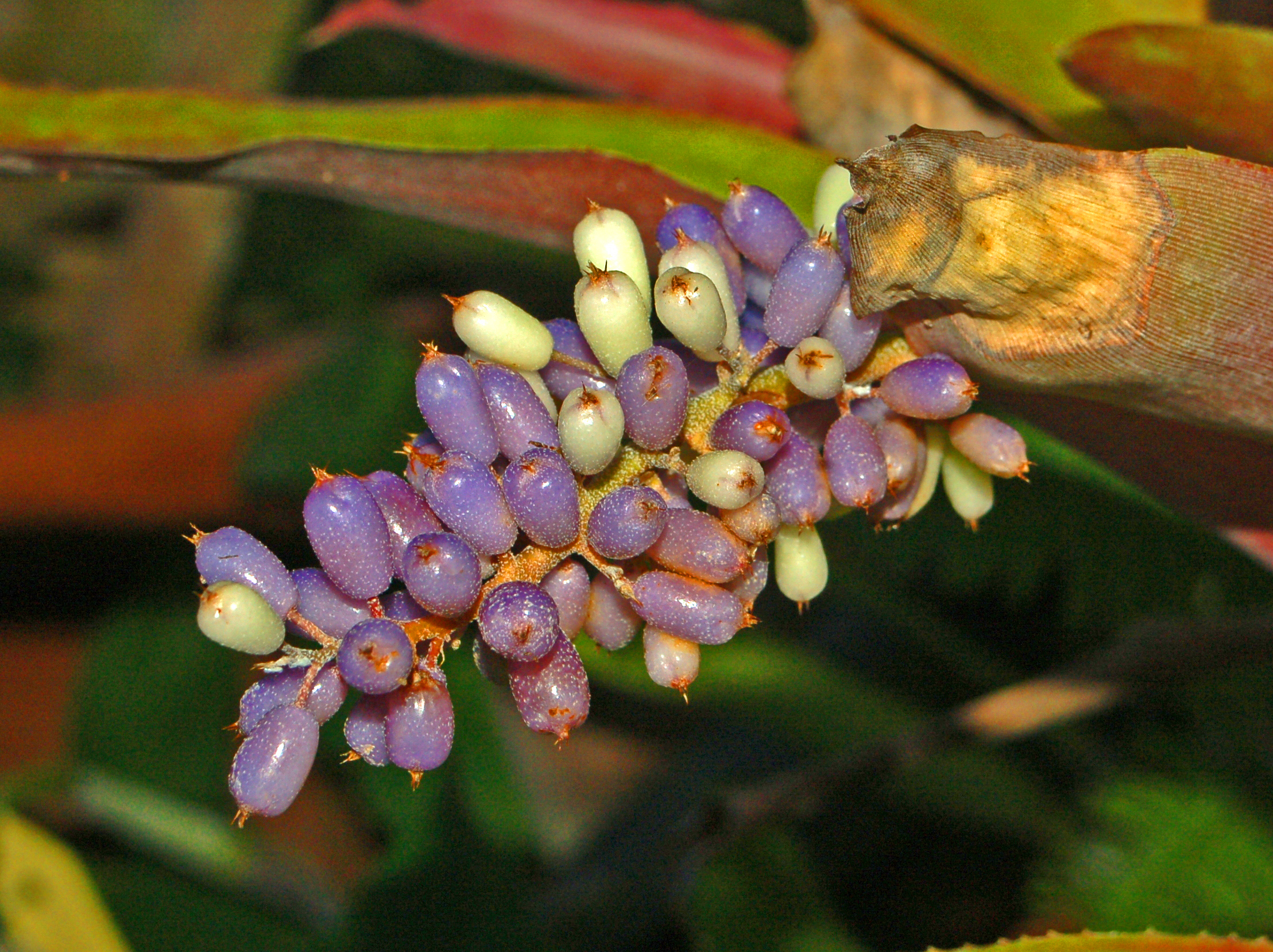
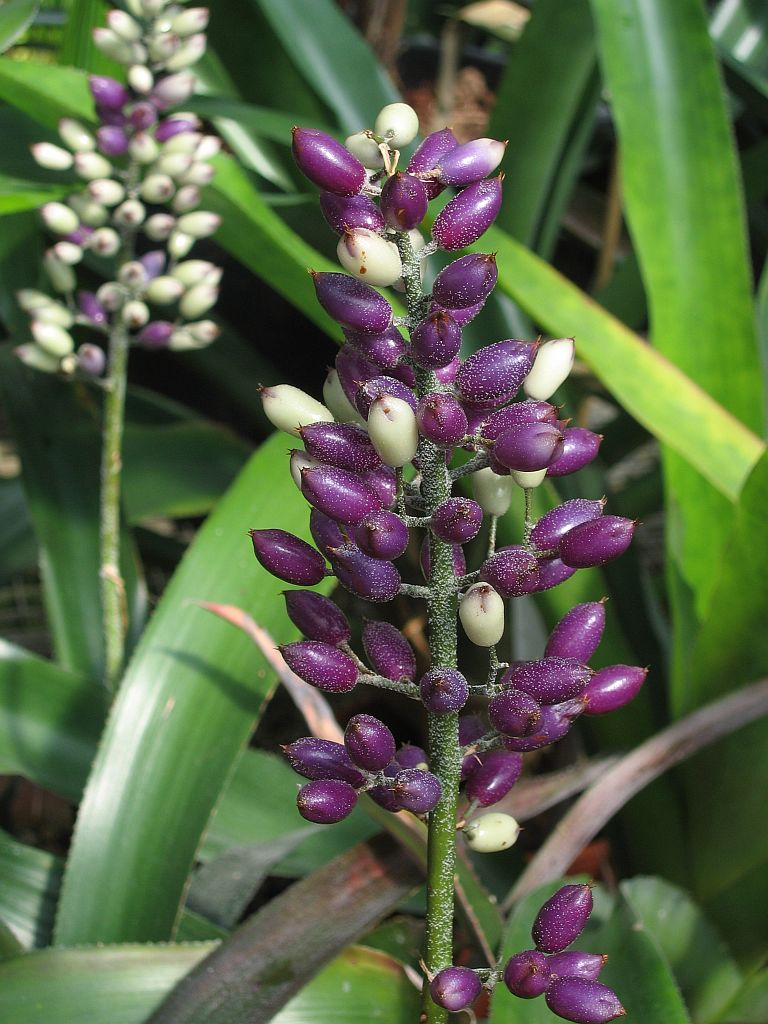
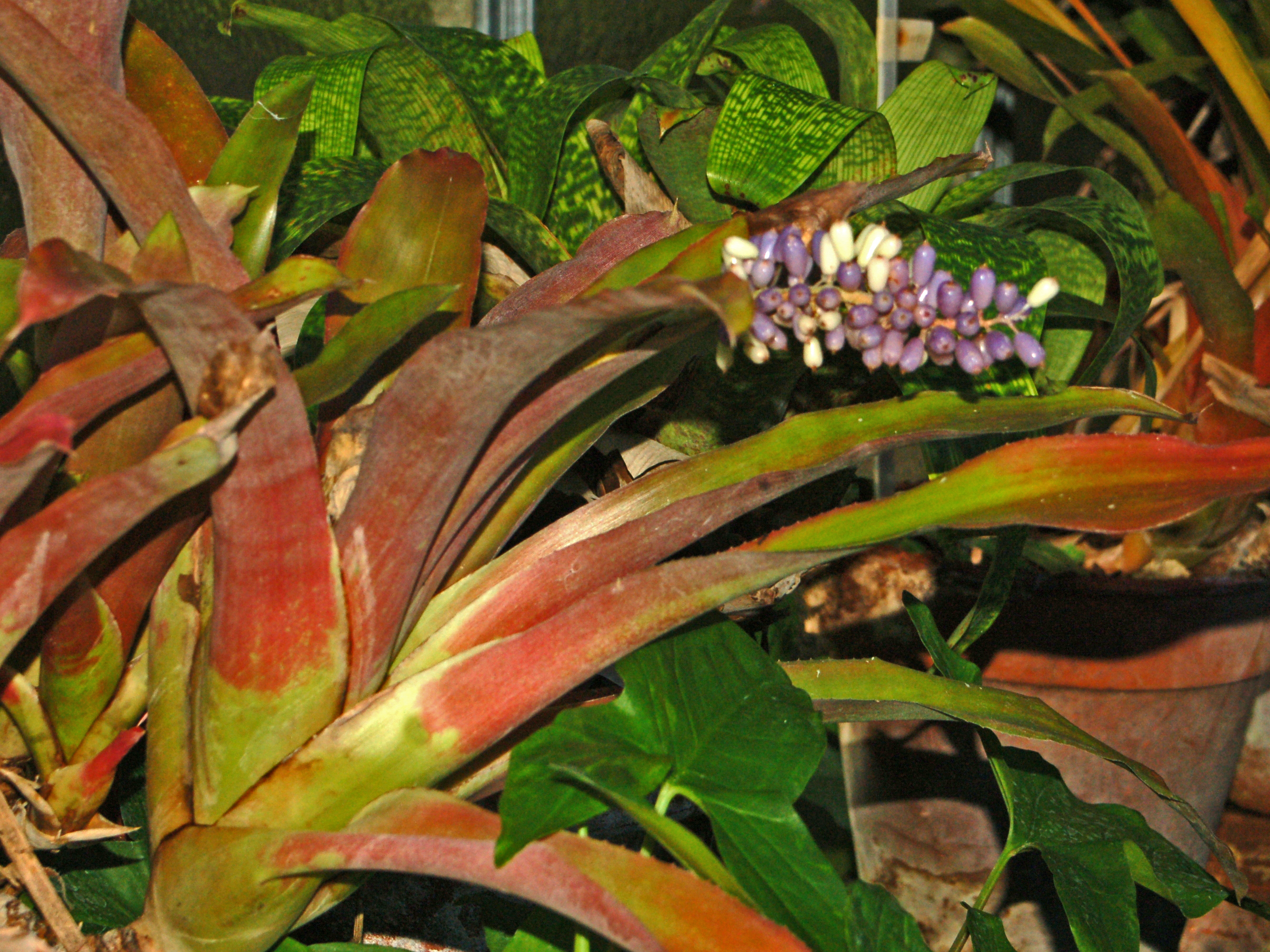